# Wolfgang Beer
Wolfgang Beer (Hamburg, 5 de desembre de 1953-Unterriexingen, Markgröningen, Baden-Württemberg, 25 de juliol de 1980) va ser un activista polític alemany, militant de la Fracció de l'Exèrcit Roig (RAF). Va morir en un accident de trànsit l'any 1980, amb la companya de militància Juliane Plambeck.

## Trajectòria
Nascut el 5 de desembre de 1953 a la ciutat d'Hamburg, el seu germà petit Henning també va estar actiu a la RAF. Wolfgang va interrompre la seva formació escolar quan, a la primavera de 1973, va assistir per última vegada a un institut comercial. Més endavant, va participar en una ocupació a Hamburg, però va ser detingut durant el seu desallotjament. Inicialment, es va emetre una ordre de detenció contra ell per pertinença a organització criminal, violació de la pau i intrusió, però, després d'haver estat exposat, va passar a la clandestinitat. El 4 de febrer de 1974 va ser detingut a Frankfurt del Main juntament amb Margrit Schiller. El mateix dia, Helmut Pohl, Ilse Stachowiak, Christa Eckes i l'advocat Eberhard Becker van ser detinguts a Hamburg. En ambdues detencions es van decomissar armes de foc, explosius i documents. Beer va ser condemnat a una pena de presó juvenil de quatre anys i sis mesos per participar en una organització criminal que implicava l'adquisició i la tinença il·legal conjunta d'armes, preparació conjunta d'un delicte amb explosius i falsificació continuada de documents. L'agost de 1978 va sortir de la presó.
El 6 de novembre de 1978 va ocupar l'oficina de l'agència de premsa Deutsche Presse-Agentur (DPA) de Frankfurt del Main, juntament amb Peter Alexa, Mathias Böge, Simone Borgstede, Ingrid Jakobsmeier, Rosmarie Prieß, Helga Roos i quatre persones més. El grup volia obligar a DPA a publicar una declaració sobre la situació dels presos de la RAF Karl-Heinz Dellwo i Werner Hoppe. Tots els ocupants van ser detinguts i condemnats a un any de presó.
El 25 de juliol de 1980 va morir en un accident de trànsit juntament amb Juliane Plambeck. El sinistre va passar a l'estat de Baden-Württemberg, prop del poble d'Unterriexingen, al municipi de Markgröningen, concretament a la carretera que l'uneix amb el poble d'Untermberg, al municipi de Bietigheim-Bissingen quan, al voltant de les 7:15 hores, el cotxe Volkswagen Golf de color vermell fosc i matrícula de París que havien robat va acabar al marge esquerre de la carretera per causes desconegudes i va acabar xocant amb un camió de grava que s'acostava. A més de documents d'identitat i matrícules falsificats, en el vehicle implicat també s'hi van trobar diverses armes, de les quals es diu que una d'elles, una metralleta polonesa PM-63, es va utilitzar el 1977 durant el segrest i execució de l'empresari i exoficial nazi Hanns Martin Schleyer.
El viatge formava part dels preparatius per al posterior atac al comandant en cap de les Forces Terrestres dels EUA a Europa (7è Exèrcit dels EUA), el general Frederick J. Kroesen, a Heidelberg. Plambeck i Beer van ser enterrats al cementiri de Dornhalden, al districte de Degerloch de la ciutat de Stuttgart. No obstant això, les dues tombes ja no hi són en aquest cementiri.
El 30 de novembre de 1989, es va trobar a l'escena de l'assassinat del portaveu del consell d'administració de Deutsche Bank, Alfred Herrhausen, un full de paper din A4 segellat, amb làmina de plàstic sota l'enginy explosiu, on es trobava el logotip de la RAF i la inscripció «Kommando Wolfgang Beer».